# Omloop Het Nieuwsblad feminino
O Omloop Het Nieuwsblad feminino é uma corrida ciclista feminina de um dia que se disputa na região de Flandres em Bélgica com saída na cidade de Deerlijk e chegada na cidade de Deinze. É a versão feminina do Omloop Het Nieuwsblad masculino.
Sua primeira edição correu-se em 2006 fazendo parte do Calendário UCI Feminino como corrida de categoria 1.2 (última categoria do profissionalismo) e a partir de 2016 passou a ser uma corrida categoria 1.1.  
Tem uns 125 km de traçado, uns 80 km menos que seu homónima masculina ainda que com similares características.

## Palmarés
| Ano                   | Vencedor             | Segundo           | Terceiro                  |
| --------------------- | -------------------- | ----------------- | ------------------------- |
| Omloop Het Volk       |                      |                   |                           |
| 2006                  | Suzanne de Goede     | Mirjam Melchers   | Tanja Schmidt-Hennes      |
| 2007                  | Mie Lacota           | Monica Holler     | Jaccolien Wallaard        |
| 2008                  | Kirsten Wild         | Angela Hennig     | Emma Johansson            |
| Omloop Het Nieuwsblad |                      |                   |                           |
| 2009                  | Suzanne de Goede     | Noemi Cantele     | Kelly Druyts              |
| 2010                  | Emma Johansson       | Liesbet De Vocht  | Grace Verbeke             |
| 2011                  | Emma Johansson       | Andrea Bosman     | Chantal Blaak             |
| 2012                  | Loes Gunnewijk       | Ellen van Dijk    | Trixi Worrack             |
| 2013                  | Tiffany Cromwell     | Megan Guarnier    | Emma Johansson            |
| 2014                  | Amy Pieters          | Emma Johansson    | Lizzie Armitstead         |
| 2015                  | Anna van der Breggen | Ellen van Dijk    | Lizzie Armitstead         |
| 2016                  | Lizzie Armitstead    | Chantal Blaak     | Tiffany Cromwell          |
| 2017                  | Lucinda Brand        | Chantal Blaak     | Annemiek van Vleuten      |
| 2018                  | Christina Siggaard   | Alexis Ryan       | Maria Giulia Confalonieri |
| 2019                  | Chantal Blaak        | Marta Bastianelli | Jip van den Bos           |
| 2020                  | Annemiek van Vleuten | Marta Bastianelli | Floortje Mackaij          |
| 2021                  | Anna van der Breggen | Emma Norsgaard    | Amy Pieters               |
| 2022                  | Annemiek van Vleuten | Demi Vollering    | Lorena Wiebes             |
| 2023                  | Lotte Kopecky        | Lorena Wiebes     | Marta Bastianelli         |
| 2024                  | Marianne Vos         | Lotte Kopecky     | Elisa Longo Borghini      |
| 2025                  | Lotte Claes          | Aurela Nerlo      | Demi Vollering            |

## Palmarés por países
Atualizado após edição de 2024
| País          | Vitórias |
| ------------- | -------- |
| Países Baixos | 12       |
| Suécia        | 2        |
| Dinamarca     | 2        |
| Austrália     | 1        |
| Bélgica       | 1        |
| Reino Unido   | 1        |